# Star Wars: TIE Fighter
Star Wars: TIE Fighter es un videojuego de simulación espacial ambientado en el universo de Star Wars y, a su vez, secuela de Star Wars: X-Wing. El jugador toma esta vez el punto de vista del Imperio Galáctico en el desarrollo del videojuego durante el cual tiene que pilotar diferentes cazas imperiales como el caza TIE, el bombardero TIE, el interceptor TIE, entre otros. Tiene multitud de campañas y misiones de bonus que, tras completarlas, el jugador se inicia en la orden secreta del emperador. Está considerado como uno de «los 25 mejores juegos de PC de todos los tiempos» según la revista de Internet IGN.

## Argumento
La acción del videojuego tiene lugar entre El Imperio contraataca y El retorno del Jedi. El argumento arranca poco después de la victoria del Imperio en el planeta Hoth. El jugador —de nombre desconocido— debe luchar contra piratas espaciales, rebeldes y traidores imperiales. El juego original acaba con una ceremonia en la cual el mismo emperador Palpatine condecora al jugador. En la expansión del juego Defender of the Empire, la trama se centra en los esfuerzos del Gran Almirante Thrawn para detener al foco de los imperiales insurrectos.

## Jugabilidad
Una vez creado el perfil del jugador, este se introduce en la militancia imperial. El jugador puede seleccionar varios modos de juego: el simulador de entrenamiento, la cámara de combate, las campañas imperiales, la sala de filmaciones o la sala técnica. La historia del juego se desarrolla en el modo de campañas imperiales a través de diferentes misiones. Cada misión está explicada por un oficial que nos informa de los objetivos principales a cumplir. Ocasionalmente, una figura misteriosa nos pone al corriente de objetivos secundarios relacionados con misiones secretas encomendadas por el emperador. Al completar los objetivos primarios de la misión, el jugador recibe la medalla correspondiente. Al completar los objetivos secundarios, el jugador obtiene una marca personalizada por el propio emperador Palpatine e ingresa progresivamente dentro de su orden secreta.

## Recepción
TIE Fighter tuvo críticas muy positivas en el momento de su publicación. La revista Gamebytes Magazine dijo que «los gráficos, sonido e historia han sido mejorados respecto a su predecesor Star Wars: X-Wing». La revista española MicroManía, especializada en críticas de videojuegos, lo calificó con un 92 sobre 100 y elogió su «acción frenética y su perfeccionista diseño». IGN lo puso el número tres en su lista de «los 25 mejores juegos de PC de todos los tiempos».